# Mistrovství Československa v orientačním běhu
Mistrovství Československé republiky v orientačním běhu se konalo každoročně od roku 1952. Forma závodů se postupně vyvíjela od turistického pojetí pochodu hlídek se zátěží a znalostními zkouškami na kontrolách přes závod dvojic bez zátěže až po závody jednotlivců.
V letech 1952 až 1959 probíhaly závody ve formě tříčlenných hlídek, mezi roky 1960 a 1962 jako dvoučlenné hlídky a od roku 1963 již jako závody jednotlivců.

## Konání Mistrovství Československa
Mistrovství probíhala každoročně od počátku tohoto sportu v Česlovensku až do rozpadu státu a navázala na ně Mistrovství ČR a Mistrovství SR.
| Konání jednotlivých disciplín na Mistrovství Československa v průběhu let | Konání jednotlivých disciplín na Mistrovství Československa v průběhu let | Konání jednotlivých disciplín na Mistrovství Československa v průběhu let | Konání jednotlivých disciplín na Mistrovství Československa v průběhu let | Konání jednotlivých disciplín na Mistrovství Československa v průběhu let | Konání jednotlivých disciplín na Mistrovství Československa v průběhu let | Konání jednotlivých disciplín na Mistrovství Československa v průběhu let | Konání jednotlivých disciplín na Mistrovství Československa v průběhu let | Konání jednotlivých disciplín na Mistrovství Československa v průběhu let | Konání jednotlivých disciplín na Mistrovství Československa v průběhu let | Konání jednotlivých disciplín na Mistrovství Československa v průběhu let | Konání jednotlivých disciplín na Mistrovství Československa v průběhu let | Konání jednotlivých disciplín na Mistrovství Československa v průběhu let | Konání jednotlivých disciplín na Mistrovství Československa v průběhu let | Konání jednotlivých disciplín na Mistrovství Československa v průběhu let | Konání jednotlivých disciplín na Mistrovství Československa v průběhu let | Konání jednotlivých disciplín na Mistrovství Československa v průběhu let | Konání jednotlivých disciplín na Mistrovství Československa v průběhu let | Konání jednotlivých disciplín na Mistrovství Československa v průběhu let | Konání jednotlivých disciplín na Mistrovství Československa v průběhu let | Konání jednotlivých disciplín na Mistrovství Československa v průběhu let | Konání jednotlivých disciplín na Mistrovství Československa v průběhu let | Konání jednotlivých disciplín na Mistrovství Československa v průběhu let | Konání jednotlivých disciplín na Mistrovství Československa v průběhu let | Konání jednotlivých disciplín na Mistrovství Československa v průběhu let | Konání jednotlivých disciplín na Mistrovství Československa v průběhu let | Konání jednotlivých disciplín na Mistrovství Československa v průběhu let | Konání jednotlivých disciplín na Mistrovství Československa v průběhu let | Konání jednotlivých disciplín na Mistrovství Československa v průběhu let | Konání jednotlivých disciplín na Mistrovství Československa v průběhu let | Konání jednotlivých disciplín na Mistrovství Československa v průběhu let | Konání jednotlivých disciplín na Mistrovství Československa v průběhu let | Konání jednotlivých disciplín na Mistrovství Československa v průběhu let | Konání jednotlivých disciplín na Mistrovství Československa v průběhu let | Konání jednotlivých disciplín na Mistrovství Československa v průběhu let | Konání jednotlivých disciplín na Mistrovství Československa v průběhu let | Konání jednotlivých disciplín na Mistrovství Československa v průběhu let | Konání jednotlivých disciplín na Mistrovství Československa v průběhu let | Konání jednotlivých disciplín na Mistrovství Československa v průběhu let | Konání jednotlivých disciplín na Mistrovství Československa v průběhu let | Konání jednotlivých disciplín na Mistrovství Československa v průběhu let | Konání jednotlivých disciplín na Mistrovství Československa v průběhu let |
| Mistrovství                                                               | 1952                                                                      | 1953                                                                      | 1954                                                                      | 1955                                                                      | 1956                                                                      | 1957                                                                      | 1958                                                                      | 1959                                                                      | 1960                                                                      | 1961                                                                      | 1962                                                                      | 1963                                                                      | 1964                                                                      | 1965                                                                      | 1966                                                                      | 1967                                                                      | 1968                                                                      | 1969                                                                      | 1970                                                                      | 1971                                                                      | 1972                                                                      | 1973                                                                      | 1974                                                                      | 1975                                                                      | 1976                                                                      | 1977                                                                      | 1978                                                                      | 1979                                                                      | 1980                                                                      | 1981                                                                      | 1982                                                                      | 1983                                                                      | 1984                                                                      | 1985                                                                      | 1986                                                                      | 1987                                                                      | 1988                                                                      | 1989                                                                      | 1990                                                                      | 1991                                                                      | 1992                                                                      |
| ------------------------------------------------------------------------- | ------------------------------------------------------------------------- | ------------------------------------------------------------------------- | ------------------------------------------------------------------------- | ------------------------------------------------------------------------- | ------------------------------------------------------------------------- | ------------------------------------------------------------------------- | ------------------------------------------------------------------------- | ------------------------------------------------------------------------- | ------------------------------------------------------------------------- | ------------------------------------------------------------------------- | ------------------------------------------------------------------------- | ------------------------------------------------------------------------- | ------------------------------------------------------------------------- | ------------------------------------------------------------------------- | ------------------------------------------------------------------------- | ------------------------------------------------------------------------- | ------------------------------------------------------------------------- | ------------------------------------------------------------------------- | ------------------------------------------------------------------------- | ------------------------------------------------------------------------- | ------------------------------------------------------------------------- | ------------------------------------------------------------------------- | ------------------------------------------------------------------------- | ------------------------------------------------------------------------- | ------------------------------------------------------------------------- | ------------------------------------------------------------------------- | ------------------------------------------------------------------------- | ------------------------------------------------------------------------- | ------------------------------------------------------------------------- | ------------------------------------------------------------------------- | ------------------------------------------------------------------------- | ------------------------------------------------------------------------- | ------------------------------------------------------------------------- | ------------------------------------------------------------------------- | ------------------------------------------------------------------------- | ------------------------------------------------------------------------- | ------------------------------------------------------------------------- | ------------------------------------------------------------------------- | ------------------------------------------------------------------------- | ------------------------------------------------------------------------- | ------------------------------------------------------------------------- |
| Mistrovství dospělých - tříčlenné hlídky                                  |                                                                           |                                                                           |                                                                           |                                                                           |                                                                           |                                                                           |                                                                           |                                                                           |                                                                           |                                                                           |                                                                           |                                                                           |                                                                           |                                                                           |                                                                           |                                                                           |                                                                           |                                                                           |                                                                           |                                                                           |                                                                           |                                                                           |                                                                           |                                                                           |                                                                           |                                                                           |                                                                           |                                                                           |                                                                           |                                                                           |                                                                           |                                                                           |                                                                           |                                                                           |                                                                           |                                                                           |                                                                           |                                                                           |                                                                           |                                                                           |                                                                           |
| Mistrovství dospělých - dvoučlenné hlídky                                 |                                                                           |                                                                           |                                                                           |                                                                           |                                                                           |                                                                           |                                                                           |                                                                           |                                                                           |                                                                           |                                                                           |                                                                           |                                                                           |                                                                           |                                                                           |                                                                           |                                                                           |                                                                           |                                                                           |                                                                           |                                                                           |                                                                           |                                                                           |                                                                           |                                                                           |                                                                           |                                                                           |                                                                           |                                                                           |                                                                           |                                                                           |                                                                           |                                                                           |                                                                           |                                                                           |                                                                           |                                                                           |                                                                           |                                                                           |                                                                           |                                                                           |
| Mistrovství jednotlivců (klasika)                                         |                                                                           |                                                                           |                                                                           |                                                                           |                                                                           |                                                                           |                                                                           |                                                                           |                                                                           |                                                                           |                                                                           |                                                                           |                                                                           |                                                                           |                                                                           |                                                                           |                                                                           |                                                                           |                                                                           |                                                                           |                                                                           |                                                                           |                                                                           |                                                                           |                                                                           |                                                                           |                                                                           |                                                                           |                                                                           |                                                                           |                                                                           |                                                                           |                                                                           |                                                                           |                                                                           |                                                                           |                                                                           |                                                                           |                                                                           |                                                                           |                                                                           |
| Mistrovství na dlouhé trati                                               |                                                                           |                                                                           |                                                                           |                                                                           |                                                                           |                                                                           |                                                                           |                                                                           |                                                                           |                                                                           |                                                                           |                                                                           |                                                                           |                                                                           |                                                                           |                                                                           |                                                                           |                                                                           |                                                                           |                                                                           |                                                                           |                                                                           |                                                                           |                                                                           |                                                                           |                                                                           |                                                                           |                                                                           |                                                                           |                                                                           |                                                                           |                                                                           |                                                                           |                                                                           |                                                                           |                                                                           |                                                                           |                                                                           |                                                                           |                                                                           |                                                                           |
| Mistrovství v nočním OB                                                   |                                                                           |                                                                           |                                                                           |                                                                           |                                                                           |                                                                           |                                                                           |                                                                           |                                                                           |                                                                           |                                                                           |                                                                           |                                                                           |                                                                           |                                                                           |                                                                           |                                                                           |                                                                           |                                                                           |                                                                           |                                                                           |                                                                           |                                                                           |                                                                           |                                                                           |                                                                           |                                                                           |                                                                           |                                                                           |                                                                           |                                                                           |                                                                           |                                                                           |                                                                           |                                                                           |                                                                           |                                                                           |                                                                           |                                                                           |                                                                           |                                                                           |
| Mistrovství na krátké trati                                               |                                                                           |                                                                           |                                                                           |                                                                           |                                                                           |                                                                           |                                                                           |                                                                           |                                                                           |                                                                           |                                                                           |                                                                           |                                                                           |                                                                           |                                                                           |                                                                           |                                                                           |                                                                           |                                                                           |                                                                           |                                                                           |                                                                           |                                                                           |                                                                           |                                                                           |                                                                           |                                                                           |                                                                           |                                                                           |                                                                           |                                                                           |                                                                           |                                                                           |                                                                           |                                                                           |                                                                           |                                                                           |                                                                           |                                                                           |                                                                           |                                                                           |
| Mistrovství štafet                                                        |                                                                           |                                                                           |                                                                           |                                                                           |                                                                           |                                                                           |                                                                           |                                                                           |                                                                           |                                                                           |                                                                           |                                                                           |                                                                           |                                                                           |                                                                           |                                                                           |                                                                           |                                                                           |                                                                           |                                                                           |                                                                           |                                                                           |                                                                           |                                                                           |                                                                           |                                                                           |                                                                           |                                                                           |                                                                           |                                                                           |                                                                           |                                                                           |                                                                           |                                                                           |                                                                           |                                                                           |                                                                           |                                                                           |                                                                           |                                                                           |                                                                           |
| Mistrovství družstev                                                      |                                                                           |                                                                           |                                                                           |                                                                           |                                                                           |                                                                           |                                                                           |                                                                           |                                                                           |                                                                           |                                                                           |                                                                           |                                                                           |                                                                           |                                                                           |                                                                           |                                                                           |                                                                           |                                                                           |                                                                           |                                                                           |                                                                           |                                                                           |                                                                           |                                                                           |                                                                           |                                                                           |                                                                           |                                                                           |                                                                           |                                                                           |                                                                           |                                                                           |                                                                           |                                                                           |                                                                           |                                                                           |                                                                           |                                                                           |                                                                           |                                                                           |
| Název státu                                                               | ČSR                                                                       | ČSR                                                                       | ČSR                                                                       | ČSR                                                                       | ČSR                                                                       | ČSR                                                                       | ČSR                                                                       | ČSR                                                                       | ČSSR                                                                      | ČSSR                                                                      | ČSSR                                                                      | ČSSR                                                                      | ČSSR                                                                      | ČSSR                                                                      | ČSSR                                                                      | ČSSR                                                                      | ČSSR                                                                      | ČSSR (federace)                                                           | ČSSR (federace)                                                           | ČSSR (federace)                                                           | ČSSR (federace)                                                           | ČSSR (federace)                                                           | ČSSR (federace)                                                           | ČSSR (federace)                                                           | ČSSR (federace)                                                           | ČSSR (federace)                                                           | ČSSR (federace)                                                           | ČSSR (federace)                                                           | ČSSR (federace)                                                           | ČSSR (federace)                                                           | ČSSR (federace)                                                           | ČSSR (federace)                                                           | ČSSR (federace)                                                           | ČSSR (federace)                                                           | ČSSR (federace)                                                           | ČSSR (federace)                                                           | ČSSR (federace)                                                           | ČSSR (federace)                                                           | ČSFR                                                                      | ČSFR                                                                      | ČSFR                                                                      |